# Memoriu privitor la fruntariile Bucovinei
Memoriu privitor la fruntariile Bucovinei a reprezentat un memoriu remis în anul 1915 de către Iancu Flondor, considerat liderul românilor bucovineni, lui Ion I.C. Brătianu, prim-ministrul de atunci al Regatului României, cu scopul de a demonstra  drepturile românilor asupra teritoriului bucovinean situat între râurile Prut și Siret.
Conform istoricului Constantin Ungureanu, Flondor a anticipat prin memoriul său faptul că viitoarea graniță a Bucovinei va fi stabilită la Prut, cu un an și jumătate înainte de a fi fost încheiat Tratatul de alianță dintre România și Antanta. Conform istoricilor Daniel Hrenciuc și Cezar Ciorteanu, Flondor a anticipat în același memoriu și elementele esențiale, care, urmau să servească la determinarea granițelor Bucovinei la viitoarea Conferință de Pace, de după sfârșitul Marelui Război. Conform lui Cezar Ciorteanu textul a și folosit, de altfel mai târziu, delegației României la Conferința de Pace de la Paris.

## Origine
| “                                                                            | Fără Prutul, ca fruntarie, nici o învoire. | ” |
| — Afirmație a lui Iancu Flondor (aici într-o imagine din 1919), din Memoriu. |                                            |   |

Aflat la Storojineț (germană Storozynetz, ucraineană Storojîneț, poloneză Storożyniec) în perioada primei ocupații ruse a Cernăuțiului (germană Czernowitz) și a unei părți importante a nordului Bucovinei în timpul Primului Război Mondial, Iancu Flondor a aflat despre constituirea la Cernăuți a unui comitet rutean, care, sprijinind revendicările Imperiului Rus privitoare la Bucovina, intenționa să solicite teritoriul aflat între Prut și Siret ca fiind locuit majoritar de ucraineni. Presat de ipoteza desprinderii nordului Bucovinei prin alipirea acesteia la un ipotetic stat ucrainean, care, urma să inclusă Galiția estică, Flondor a trimis în luna februarie 1915 un memoriu lui Brătianu prin intermediul deputatului Ioan Mavrocordat.
Documentul a fost însă interceptat de autoritățile austriece și a intrat în posesia contelui Ottokar Czernin, constituindu-se în motivul unui proces de înaltă trădare intentat lui Flondor de către austrieci, în 1916 la Liov (germană Lemberg), proces judecat în perioada 1916 – octombrie 1918.

## Premise

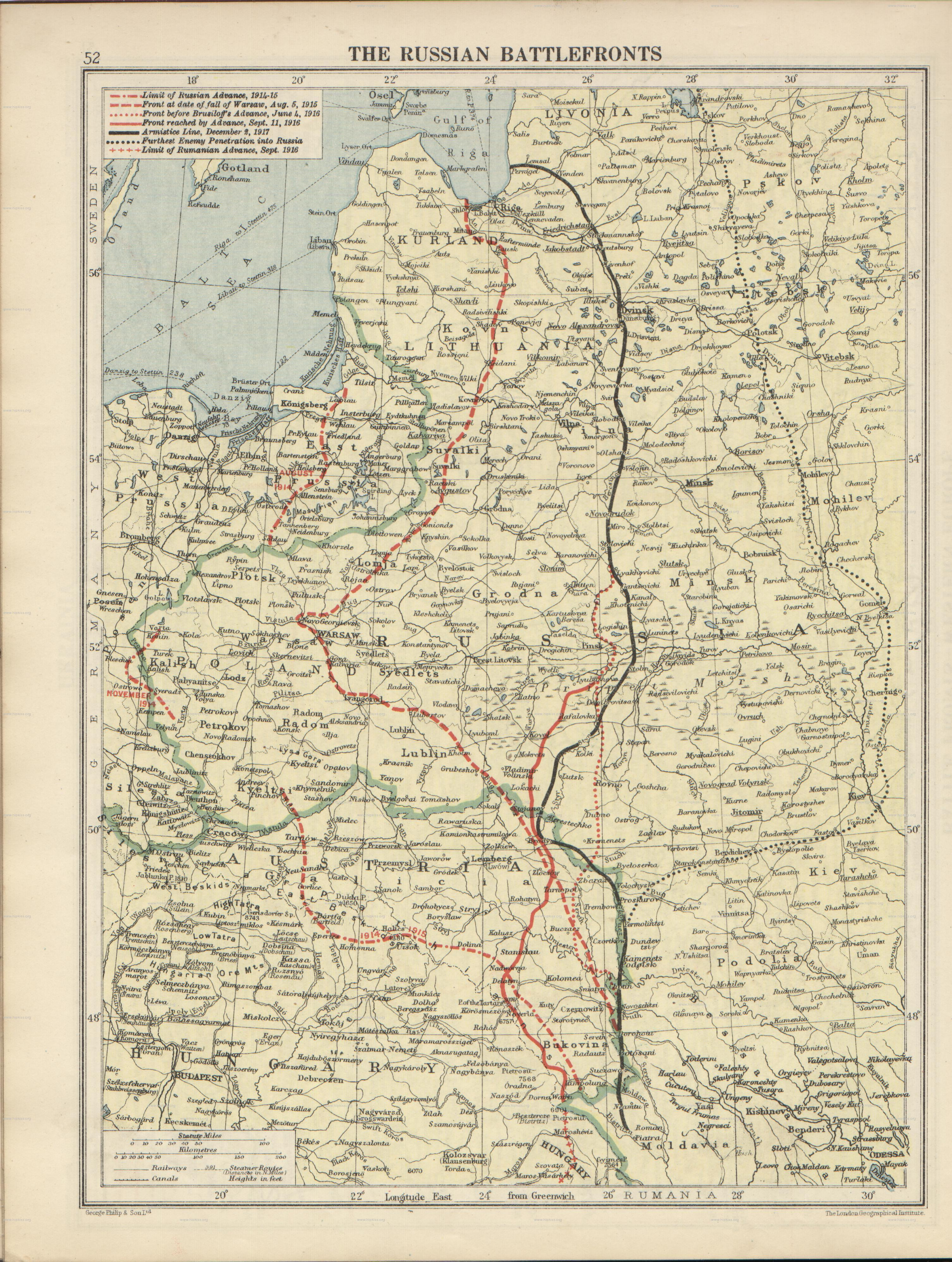
Harta zonelor de bătălie ale armatelor ruse în Primul Război Mondial.

Transformată treptat la începutul secolului al XX-lea într-o mișcare politică, mișcarea națională ucraineană din Austro-Ungaria a emis pretenția ca, Galiția Orientală și o parte importantă din Bucovina să formeze, în cadrul Cisleithaniei, o provincie cu o largă autonomie administrativă și legislativă, care, să reunească la final în cadrul unei Ucraine habsburgice toate teritoriile locuite de ucraineni.
Pe de altă parte, Bucovina a reprezentat o zonă de interes pentru statele aflate în zonă, odată cu izbucnirea Războiului Mondial, Austro-Ungaria dorind păstrarea și chiar extinderea acesteia cu teritorii din nordul Basarabiei (în special din ținutul Hotinului) și din nordul Moldovei. La rândul său, Imperiul Rus a pretins întreaga provincie sau măcar nordul acesteia, în baza unor interese geostrategice și în contextul prezenței elementului slav. România și ea a dorit obținerea întregii provincii, în baza dreptului istoric și a criteriului etno-demografic.
Agravarea în timpul războiului a contradicțiilor ruso-austro-ungare în ce privește Bucovina, a determinat ofertarea unor importante concesii teritoriale în această regiune din partea beligeranților implicați, în încercarea de a atrage România în conflict.

### Intensificarea mișcărilor panucraineană și panrusă
Izbucnirea Marelui Război a determinat intensificarea activității politice a rutenilor din Austro-Ungaria, în al căror proiect ucrainean s-a inclus alături de estul Galiției și Rusia subcarpatică, Bucovina de nord-vest până la Siret, inclusiv orașele Cernăuți, Siret (germană Sereth, poloneză Seret) și Storojineț. La rândul ei, mișcarea pan-rusă din Galiția și Bucovina a revendicat în mod practic același teritoriu, pentru a fi unit sub dominația Imperiului Rus, în plus față de Storojineț solicitând și Cosciuia (germană Koszcsuja), Straja (germană Strasza), Putna, Sucevița (germană Suczawitza), Cacica (poloneză Kaczyka), Humor (germană Gurahumora), Cârlibaba (germană Mariensee, poloneză Kirlibaba).

### Proiecte austriece și ruse de împărțire a Bucovinei din timpul primilor ani de război

#### Scenarii austriece

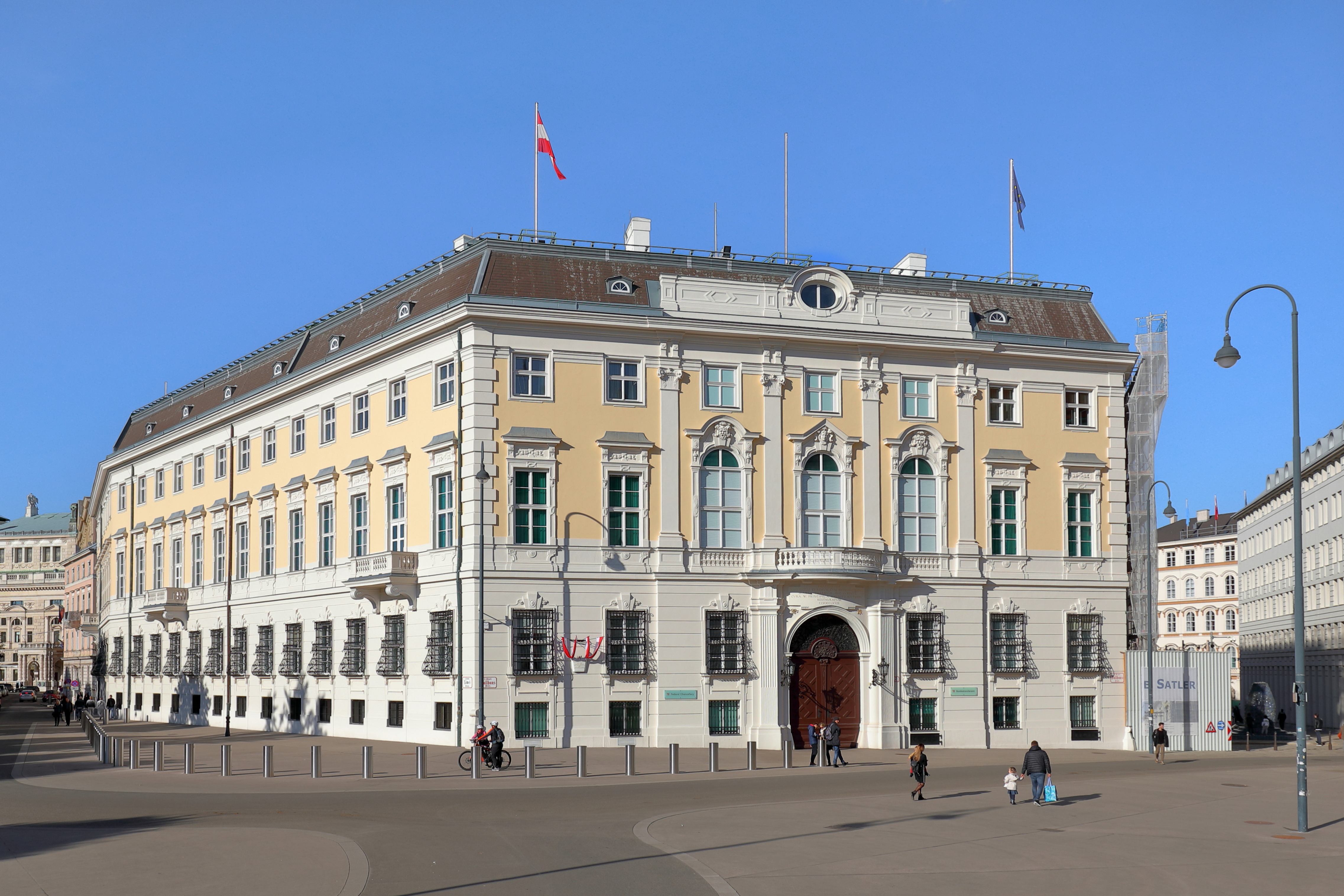
Clădirea fostului Minister Imperial și Regal de Externe al Austro-Ungariei/.

Printre scenariile luate în calcul de către diplomația austriacă la începutul războiului, au fost luate în calcul și câteva care implicau o conjunctură nefavorabilă a conflictului, astfel încât aceasta să determine acceptarea cedării către România, a unei părți din sudul Bucovinei. Astfel, în iunie 1915 a fost elaborat în mod secret un document care a conturat trei variante de posibile cedări teritoriale a teritoriului bucovinean, bazate pe rezultatele recensământului din 1910, care, în funcție de conjunctură puteau fi luate ca baze de negociere. În toate cele trei variante, ar fi devenit oportun ca restul de Bucovină rămas Austro-Ungariei să fie alipit administrativ uneia dintre regiunile învecinate.
- Primele două variante au prevăzut ca limita nordică a teritoriului cedabil să fie cea a râului Suceava, până la hotarul cu bezirkul Suceava (Suczawa). În prima variantă ar fi fost cedate districtele judecătorești Suceava (germană Gerichtsbezirk Suczawa), Gura Humorului (germană Gerichtsbezirk Gurahumora), Solca (germană Gerichtsbezirk Solka) și partea de pe malul drept al râului Suceava din districtul judecătoresc Rădăuți (germană Gerichtsbezirk Radautz), iar în a doua ar fi revenit României în plus și districtele judecătorești situate în partea muntoasă din sud-vestul Bucovinei: Stulpicani (germană Gerichtsbezirk Stulpikany), Câmpulung (germană Gerichtsbezirk Kimpolung) și Vatra Dornei (germană Gerichtsbezirk Dorna Watra) – cu excepția comunei Cârlibaba (germană Mariensee).[10]
- Ultima variantă a luat în calcul frontiera Siretului, până la hotarul cu bezirkul Vijnița (Wiznitz),[10] alături de părți din districtele judecătorești Storojineț (germană Gerichtsbezirk Storozynetz), Ciudei (germană Gerichtsbezirk Czudyn) și Siret (germană Gerichtsbezirk Sereth) și  situate pe dreapta Siretului. Această variantă a fost considerată de către experții austrieci cea mai apropiată de criteriul naționalităților, ajungându-se astfel la cedarea întregului teritoriu lingvistic compact românesc (rămâneau cu populație majoritar românească doar districtul judecătoresc Boian (germană Gerichtsbezirk Bojan) din bezirkul Cernăuți înafara combinației, fiind situat înafara spațiului lingvistic românesc și stânga Prutului, precum și sate din stânga Siretului.[10]

Dacă nici una dintre variante nu ar fi urmat să-și atingă scopul, atunci în extremis ar fi putut să fie pusă în discuție cedarea întreagii provincii. Variantele respective elaborate nu au mai ajuns să fie aplicate în practică, dar au constituit o marcă a faptului că, autoritățile austro-ungare recunoșteau caracterul românesc al Bucovinei și dreptul României de a obține cel puțin partea populată compact de români, din această provincie.

#### Scenarii ruse
Încercările autorităților țariste de a atrage România în război s-au materializat, încă de la 18 septembrie/1 octombrie 1914, prin semnarea la Petrograd a unui acord secret româno-rus, prin care, României i s-a recunoscut dreptul de a reuni „părțile din Austro-Ungaria, locuite de români”. În ce privește Bucovina, baza privitoare la delimitarea teritoriilor ce ar fi urmat să revină Rusiei și României urma să fie principiul naționalităților (fără ca acordul respectiv să specifice cu exactitate suplimentară, cum urma să fie împărțită provincia).
Un proiect în care autorul a insistat ca Cernăuțiul cu o parte a Bucovinei să rămână Rusiei, a fost înaintat după semnarea tratatului secret de la București din august 1916, de către unul dintre experții principali în chestiunea Bucovinei și Galiției de la Ministerul Afacerilor Externe al Rusiei, D. N. Vergun. În opinia lui Vergun, Facultatea de Teologie Ortodoxă de la Cernăuți urma să servească la atragerea românilor la a altor populații ortodoxe din Balcani în sfera influenței ruse.
Ocuparea aproape a întregii Bucovine de către trupele imperiale ruse, la sfârșitul anului 1914, l-a determinat pe generalul-locotenent F. Vebel să propună la mijlocul lunii ianuarie 1915, în baza faptului că trupele proprii și nu cele românești ocupaseră inclusiv sudul Bucovinei și a considerației că, în teritoriul sudic respectiv există „un amestec de etnii”, anexarea la Imperiul Rus a întregii provincii.

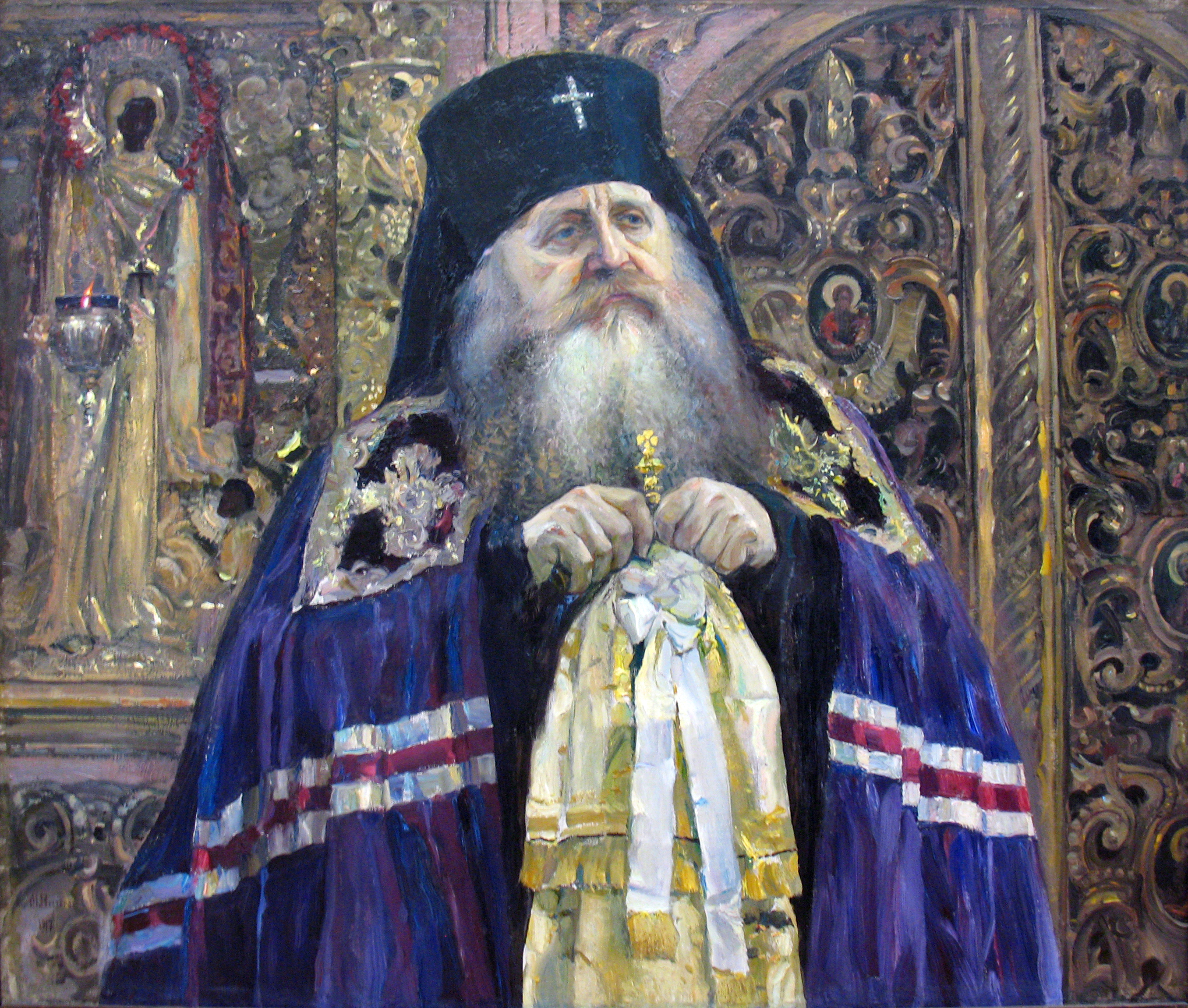
Portret din 1917 a lui Antoniu al Harkovului.

Un alt proiect de încorporare la Imperiu a întregii Bucovine a aparținut la sfârșitul anului 1916 lui A. J. Gherovsky și arhiepiscopului Antoniu al Harkovului⁠(en)[traduceți], conform acestora Rusia creștină dispunând de dreptul absolut de a obține teritoriul, dat fiind că era protectoarea creștinilor din Peninsula Balcanică. Printre motive se aflau și acelea de putea să controleze întreg spațiul moldo-transilvan, alături de Regatul României și de a putea obține atât Facultatea de Teologie Ortodoxă din Cernăuți ca factor de influență, cât și cea mai mare parte a avuției bucovinene, concentrată în zona care ar fi urmat altfel să revină României (cele mai întinse păduri ale Fondului Bisericesc se aflau în sud, iar zăcămintele de petrol, sare și fier în sud-vest). Mai mult, autorii au menționat că altfel Rusia ar fi urmat să piardă și Basarabia, deoarece succesiv unirii românilor din Austro-Ungaria cu Regatul României, „toate pretențiile românilor se vor referi la Basarabia”, [iar Rusia], „în ochii românilor se va transforma din dușman principal în unicul dușman”.
Ultimele trei proiecte din intervalul 1915–1916, fac demonstrația faptului că în caz de victorie, Rusia nu ar fi respectat condițiile de intrare a României în război de partea Antantei și ar fi anexat anexat cea mai mare parte a Bucovinei cu tot cu orașul Cernăuți.
Zădărnicirea proiectelor de anexare a depins însă, de evoluțiile ulterioare din Imperiul Rus.

## Criterii susținute în memoriu
În contextul în care mișcările panucraineană și panrusă au revendicat cea mai mare parte din nordul și din vestul Bucovinei, inclusiv teritoriul aflat între râurile Prut și Siret, cu orașele Cernăuți, Storojineț și Siret, documentul lui Flondor a apărut succesiv ocupării Cernăuțiului și nordului Bucovinei de către Armata Imperială Rusă. Sub ocupația rusă, în capitala provinciei s-a constituit un comitet rutean, care, să sprijine în ce privește porțiunea de Bucovină dintre Prut și Siret, revendicările Rusiei raportate la acest teritoriu, considerat ca fiind locuit în mod majoritar, de ucraineni. Ideea lui Iancu Flondor a fost aceea de a combate pretențiile ucrainene prin demonstrarea cu argumente istorice, etnografice și culturale a drepturilor românilor asupra teritoriul dintre Prut și Siret.
Din punctul de vedere al lui Flondor, trei elemente principale ar fi urmat să determine viitoarele frontiere ale provinciei:
- Principiul naționalităților
- Apărarea viitoare a respectivului principiu
- Asigurarea prosperității economice a provinciei în noile sale granițe.

#### Criteriul etnic

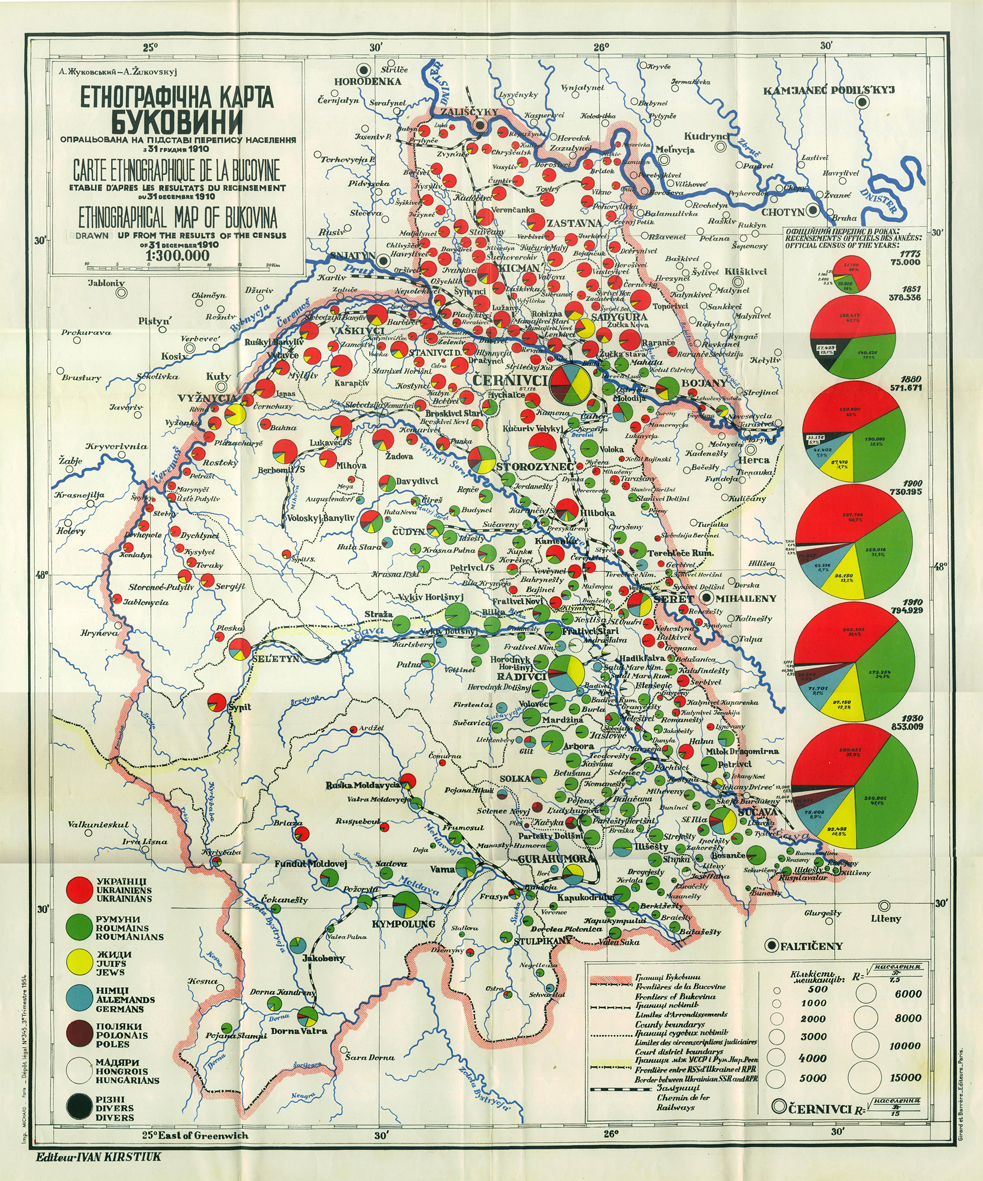
Harta etnică a Bucovinei conform recensământului austriac din 1910.

În ce privește teritoriul care trebuia revendicat de România, liderul bucovinean a considerat că, teritoriul aflat la nord de râul Prut urma să fie pierdut. În ce privește restul provinciei, Flondor a considerat că teritoriul dintre Prut și Siret trebuie privit „ca parte integrantă a revendicărilor noastre”, cu o mențiune referitoare la partea sa estică. Astfel, în baza realității structurii etnice din vestul Bucovinei („Munții Ruteni”), Iancu Flondor a afirmat că, doar in extremis ca ultimă instanță, ar fi fost mai bine să se renunțe la zona montană vestică decât la partea controversată de teritoriu dintre Prut și Siret, dată fiind locuirea părții vestice de către o masă compactă de ucraineni. Sub nici o formă însă, nu ar fi trebuit cedat teritoriul aflat între Prut și Siret, care, cuprindea orașul Cernăuți.
Premisa de la care a pornit Flondor a fost o statistică proprie a populației bucovinene, în special în ce privește raportul dintre români și ucraineni, statistică ce a pus la îndoială acuratețea recensământului din Austro-Ungaria din 1910, bazat pe limba vorbită de către persoanele recenzate, în ce privește reflectarea acurateței în plan etnic.
Din punctul său de vedere, repartiția etnică era mult mai corect reflectată de către listele alegătorilor, alcătuite potrivit noii legi electorale bazată pe votul universal și pe cercuri electorale naționale, în toamna anului 1910.
   Vezi și articolul:  [[]]Vezi și articolele Alegeri pentru Dieta Bucovinei, 1911 și Alegeri legislative în Cisleithania, 1911Vezi și articolele [[{{{4}}}]], [[{{{5}}}]] și [[{{{6}}}]]Vezi și articolele [[{{{7}}}]], [[{{{8}}}]], [[{{{9}}}]] și [[{{{10}}}]]Vezi și articolele [[{{{11}}}]], [[{{{12}}}]], [[{{{13}}}]], [[{{{14}}}]] și [[{{{15}}}]]Vezi și articolele [[{{{16}}}]], [[{{{17}}}]], [[{{{18}}}]], [[{{{19}}}]], [[{{{20}}}]] și [[{{{21}}}]].
Un tabel statistic referitor la populația celor 48 de localități (inclusiv Cernăuțiul) dintre Prut și Siret, situate până la pârâul Brușnița, a consemnat existența a 183.390 de persoane, dintre care 64.643 români, 46.044 ruteni și 72.703 locuitori de alte naționalități. Exceptând Cernăuțiul, în restul celorlalte 47 de localități se aflau 100.300 de persoane, din care 50.201 (49,8%) români, 33.713 (33,4%) ucraineni și 16.916 (16,8%) de alte naționalități, cu precădere germani, evrei și polonezi.

#### Criteriul defensivei

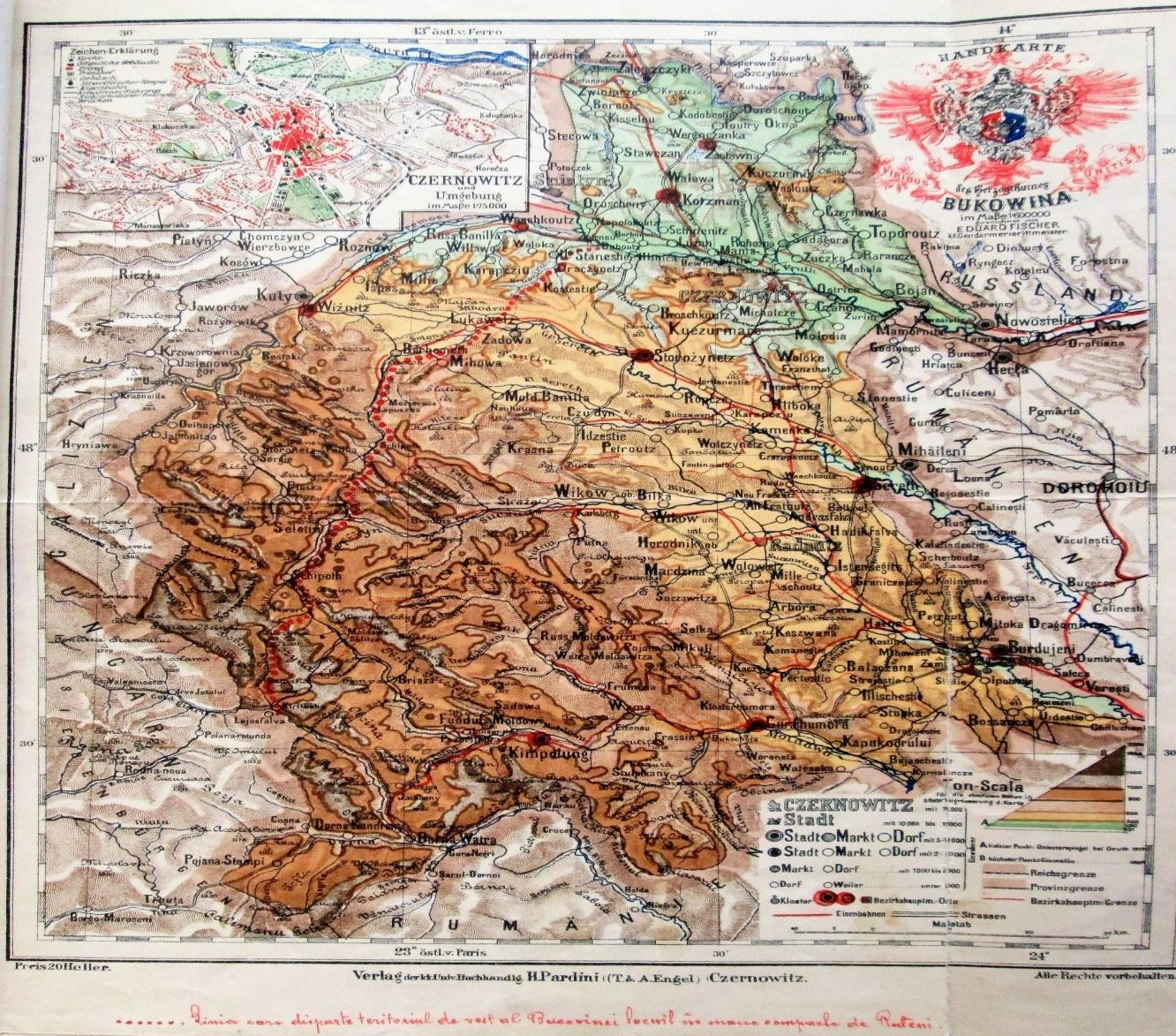
Harta Bucovinei și orașului Cernăuți creată de rittmeisterul Eduard Fischer, cu o adenda scrisă de mână în partea inferioară de către Flondor și un desen care ilustrează propunerea acestuia de delimitare a teritoriului bucovinean, pe baze etnice.

Conform autorului, acesta raportându-se la necesitatea respectării criteriului major de asigurare a unei linii eficiente de apărare în ce privește delimitarea frontierelor nordică și vestică ale Bucovinei, sudul Bucovinei care ar fi revenit românilor ar fi trebuit în mod indispensabil delimitat de râul Prut, al cărui mal stâng, foarte larg și predispus la inundații în multe locuri, era surclasat pe teritoriul bucovinean de cel drept, care avea o înălțime relativă de 200 până la 500 m și asigura dominanța pe o distanță de 7 până la 20 km. Condițiile geografice existente făceau astfel ca atât linia de cale ferată Noua Suliță – Cernăuți – Nepolocăuți – Vășcăuți, cât și drumurile situate în vale să fie impracticabile pentru inamici.
Conform autorului, apărarea și întărirea etnică a viitoarelor frontiere urmau să beneficieze de întocmirea unui program detaliat, menit să fie destinat celor aleși.

#### Criteriul economic
Cu referire la partea de Bucovină dintre Prut și Siret, din cele 109.473 hectare, 50.413 hectare aparțineau marilor proprietari de pământ, majoritatea fiind români (provenind din familii cunoscute precum Flondor, Grigorcea, Vasilco, Niculiță-Popovici, Hurmuzachi și altele), iar restul polonezi, evrei sau armeni. Considerate, de asemenea, de origine română au fost și moșiile Fondului Bisericesc din 12 sate.

## Problema Bucovinei în perioada participării României la război și la Conferința de Pace

### Bucovina în anii de război ai României
În perioada neutralității României, autoritățile centrale de la București au negociat cu reprezentanții țărilor beligerante condițiile de intrarea în război, pornind de la premisa recuperării cel puțin a unei părți din teritoriile locuite de români din Austro-Ungaria sau Imperiul Rus. La 4/17 august 1916, a fost semnat la București un tratat secret între România și Antanta, prin care, au fost recunoscute de către Franța, Regatul Unit al Marii Britanii și Irlandei și Imperiul Rus, inclusiv drepturile României asupra teritoriilor românești bucovinene. Moderându-și pretențiile, diplomația rusă accceptase ca în cazul victoriei în război să obțină pentru sine numai teritoriul dintre Prut și Nistru, restul teritoriului aflat la sud de Prut, inclusiv cu orașul Cernăuți, urmând să revină României. Prevederile articolului IV din respectivul tratat practic au coincis astfel cu condițiile expuse de Flondor în februarie 2015, când acesta a insistat să nu se semneze nici o înțelegere fără stipularea Prutului, drept frontieră cu Bucovina.
Printr-o înțelegere secretă, semnată la începutul anului 1918 cu nou apărutul stat ucrainean, care, a revendicat pământurile locuite de ucraineni din Galiția, Bucovina, Basarabia și Maramureș, partea austro-ungară s-a angajat să unifice într-un singur teritoriu al Coroanei regiunile din Galiția Orientală și Bucovina, în care ucrainenii reprezentau majoritatea populației. Acest angajament nu a mai ajuns să fie pus în practică.

Extinderea teritoriului ocupat de către Puterile Centrale în nordul Moldovei Occidentale și Basarabiei, conform tratatelor de la Brest-Litovsk și București

Prin semnarea în 1918 a Tratatului de Pace de la București, România a renunțat la teritoriile românești din Austro-Ungaria. Mai mult, teritoriul Bucovinei austriece urma să fie lărgit cu o zonă muntoasă, aflată la sud de Vatra Dornei, câteva sate din apropierea orașelor Suceava și Siret, precum și un teritoriu important din zona Herței, inclusiv târgurile Herța și Mihăileni. Încheierea războiului pe Frontul de Vest a oprit punerea în practică a acestui tratat.
În contextul punerii în discuție în luna octombrie 1918 în Parlamentul de la Viena a celor 14 puncte ale președintelui Wilson, ucrainenii din Austro-Ungaria au optat pentru independență, existând ideea unor discuții între români și ucraineni, cu privire la împărțirea Bucovinei. Disoluția imperiilor țarist și habsburgic, precum și unirea Basarabiei cu România au creat însă condiții favorabile pentru afirmarea mișcării naționale românești din Bucovina, în fruntea căreia s-a poziționat la 3/16 octombrie 1918 Iancu Flondor. La rândul său, constituirea la 4/17 octombrie 1918 a Radei Ucrainene din Liov⁠(d) în aceeași lună, a repus pe tapet punctele de vedere ucrainene, unul minoritar privitor la unirea estului Galiției cu nord-vestul Bucovinei cu Ucraina Mare și unul majoritar, privitor la organizarea Galiției și Bucovinei într-un stat autonom în cadru austro-ungar.
Nou constituita la 12/25 octombrie 1918, secție provincială bucovineană a Consiliului Național Ucrainenan din Liov, condusă de Omelian Popowicz, a convocat la 21 octombrie/3 noiembrie o mare adunare la Cernăuți, în care, s-a votat partajarea Bucovinei pe criterii etnice. Anterior însă, la 14/27 octombrie 1918, o Constituantă autoproclamată a românilor bucovineni, luase decizia să facă „unirea Bucovinei integrale cu celelate țări românești într-un stat național independent”.
Conform ultimului guvernator austriac la Bucovinei, Josef Ezdorf, ceea ce se știa în data de 13/26 octombrie era că va fi acceptată soluția împărțiri Bucovinei între români și ucraineni. Schimbarea de atitudine a fost determinată de către Iancu Flondor, care, a optat ferm pentru integritatea Bucovinei de abia în dimineața zilei de 14/27 octombrie. Deputatul Aurel Onciul, partizan al unei înțelegeri între români și ucraineni, nu a participat la formarea Constituantei.
Pentru mai multe detalii despre acest subiect, vedeți Unirea Bucovinei cu România.

### Bucovina la Conferința de Pace de la Paris
| Imagine indisponibilă                                                                                     |  | Imagine indisponibilă |
| Aspirațiile teritoriale, ale delegației ucrainene, prezentate la Conferința de Pace de la Paris din 1919. |  | Harta etnică a Austro-Ungariei în anul 1890 (din Times Atlas al lui Richard Andree, 1895), cu granițe comparative adăugate: în 1914 (margini roșii) și granițele statelor succcesoare în 1920 (margini albastre). |

În cursul anului 1919, delegația României la Conferință de Pace a întâmpinat dificultăți mari în ce privește problema recunoașterii unirii Bucovinei în hotarele sale istorice cu România și în chestiunea tratatului minorităților⁠(en)[traduceți]. Ca efect mai ales al demersurilor delegației Statelor Unite ale Americii din perioada ianuarie-iunie 1919, Consiliului Suprem al Celor Patru Puteri a decis divizarea Bucovinei în două regiuni etnice principale, despărțite de o linie, care, urma să trecă la o milă depărtare de Cernăuți, la nord-vest, acest oraș urmând să revină României, granița etnică propusă prezentând mai puține dificultăți decât frontiera istorică dintre Bucovina și Galiția. Potrivit acestei decizii, teritoriul pierdut de România în favoarea Poloniei ar fi fost, în acest caz, conform recensământului austro-ungar din 1910 populat de 85.000 de ucraineni și de doar 300 de români.
România s-a opus acestei alternative, care, lipsea Bucovina de nordul și nord-vestul teritoriului său istoric, locuit însă la acel moment în mod compact, de ucraineni.
Printre cei doi experți români în problema Bucovinei care au întocmit din partea delegației române fundamentarea economică și istorică a aceastei opoziții s-a aflat, alături de Alexandru Vitencu și Nicu Flondor.
Printr-un paradox, Polonia nu a revendicat regiunea și delegația americană și-a modificat poziția față de frontiera Bucovinei, în august 1919, bazându-se pe criterii economice. La 10 decembrie 1919, Regatul României a semnat într-un final Tratatul de la Saint-Germain-en-Laye, de pace cu Austria, doar după ce ce delegația română a obținut câteva modificări privitoare la stipulațiile din Tratatul Minorităților și la cele referitoare la trasarea frontierelor.
Ceea ce nu a reușit Imperiul Rus să facă în timpul Primului Război Mondial, a reușit însă statul sovietic prin ocuparea Basarabiei, Bucovinei și ținutului Herța în 1940.